# 木星脱出作戦
『木星脱出作戦』（もくせいだっしゅつさくせん、原題：Escape from Jupiter）とは、太陽系を舞台とした日本・オーストラリア共同制作のテレビドラマ。

## 概要
1994年にNHK/フィルム・オーストラリア (Film Australia Pty. Ltd) による共同制作で全13話が製作された後、1997年の再放送では『スペースキッズ 木星脱出作戦』とタイトルが変更された。3年後を舞台にした『スペースキッズ 翔べイカルス号』（原題：Return to Jupiter）が製作された。
シドニー湾に面した砂糖工場跡地を利用して特設ステージが設けられ、セットはすべて廃屋となった工場の設備に組み込む形でデザインされた。

## あらすじ
人類がすでに太陽系開拓時代を迎えていた西暦2995年。木星の衛星イオで起こった、民間企業による資源採掘プラント・コロニー327（スリーツーセブン）の鉱山事故により、主人公たちが木星を脱出して地球に到達するまでが描かれる。
『翔べイカルス号』では、再び木星へ向かう様子が描かれる。

## キャスト
- マイケル - ダニエル・テイラー（日本語吹替：谷田真吾）
- クミコ - 葵アンナ（日本語吹替：永井紀子）
- ジェラルド - ジャスティン・ロズニアク（日本語吹替：鈴木邦敬）
- キングストン - エイブ・フォーサイス（英語版）（日本語吹替：広田雅宣）
- アンナ - ロビン・マッケンジー（日本語吹替：石井梓）
- ダフィー部長 - スティーヴ・ビズレー（日本語吹替：宝亀克寿）
- インガソル博士 - アーサー・ディグナム（英語版）（日本語吹替：千葉耕市）
- サム - ケン・ラドリー（日本語吹替：仲野裕）
- カール - アイヴァー・カンツ（英語版）（日本語吹替：斎藤志郎）
- ベス - リンディ・ウィルキンソン（日本語吹替：磯辺万沙子）
- タツヤ - 宝山和廣（日本語吹替：田原アルノ）
- アキコ - 馬場佐英美（日本語吹替：叶木翔子）
- ヘレン - アン・テニー（日本語吹替：駒塚由衣）

## 放映
- 1994年7月22日 - 8月10日 NHK教育
- 1997年10月9日 - 1998年4月16日 NHK教育

## サブタイトル
木星脱出作戦 "Escape From Jupiter"
- 1.SOS・衛星イオ(前編)
- 2.SOS・衛星イオ(後編)
- 3.宇宙ステーションKL5
- 4.イオ脱出・危機一髪
- 5.カウントダウン
- 6.つかの間の休息
- 7.食料危機
- 8.友情の芽生え
- 9.小惑星帯突破
- 10.船上のクリスマス
- 11.キラー衛星の攻撃
- 12.ミスファイアー
- 13.大気圏突入

翔べイカルス号 "Return to Jupiter"
- 1.再び木星へ
- 2.ガニメデをめざせ
- 3.緊急着陸
- 4.火星の先住者
- 5.敵か味方か
- 6.なぞの洞くつ
- 7.火星脱出
- 8.しかけられたワナ
- 9.ただ乗り作戦
- 10.幽霊基地
- 11.すい星衝突
- 12.なぞのSOS
- 13.最後の対決